# 148342 Carverbierson
148342 Carverbierson è un asteroide della fascia principale. Scoperto nel 2000, presenta un'orbita caratterizzata da un semiasse maggiore pari a 2,786473 UA e da un'eccentricità di 0,064499, inclinata di 5,252143° rispetto all'eclittica.